# Кэмпбелл (округ, Кентукки)
Кэ́мпбелл (англ. Campbell County) — округ в США, штате Кентукки. Официально образован в 1795 году. По состоянию на 2010 год, численность населения составляла 90 988 человек. Получил своё название в честь американского полковника Джона Кэмпбелла (1735–1799).

## География
По данным Бюро переписи США, общая площадь округа равняется 413 км², из которых 393 км² суша и 20 км² или 4,94 % это водоёмы.

## Население
По данным переписи населения 2000 года в округе проживает 88 616 жителей в составе 34 742 домашних хозяйств и 23 103 семей. Плотность населения составляет 226,000 человек на км2. На территории округа насчитывается 36 898 жилых строений, при плотности застройки около 94-х строений на км2. Расовый состав населения: белые — 96,64 %, афроамериканцы — 1,57 %, коренные американцы (индейцы) — 0,17 %, азиаты — 0,54 %, гавайцы — 0,01 %, представители других рас — 0,31 %, представители двух или более рас — 0,76 %. Испаноязычные составляли 0,00 % населения независимо от расы.
В составе 32,50 % из общего числа домашних хозяйств проживают дети в возрасте до 18 лет, 50,30 % домашних хозяйств представляют собой супружеские пары проживающие вместе, 12,30 % домашних хозяйств представляют собой одиноких женщин без супруга, 33,50 % домашних хозяйств не имеют отношения к семьям, 28,60 % домашних хозяйств состоят из одного человека, 9,90 % домашних хозяйств состоят из престарелых (65 лет и старше), проживающих в одиночестве. Средний размер домашнего хозяйства составляет 2,49 человека, и средний размер семьи 3,09 человека.
Возрастной состав округа: 25,60 % моложе 18 лет, 9,80 % от 18 до 24, 30,60 % от 25 до 44, 21,30 % от 45 до 64 и 21,30 % от 65 и старше. Средний возраст жителя округа 35 лет. На каждые 100 женщин приходится 93,20 мужчин. На каждые 100 женщин старше 18 лет приходится 89,10 мужчин.
Средний доход на домохозяйство в округе составлял 41 903 USD, на семью — 51 481 USD. Среднестатистический заработок мужчины был 37 931 USD против 27 646 USD для женщины. Доход на душу населения составлял 20 637 USD. Около 7,30 % семей и 9,30 % общего населения находились ниже черты бедности, в том числе — 12,20 % молодёжи (тех, кому ещё не исполнилось 18 лет) и 7,90 % тех, кому было уже больше 65 лет.